# Wolfgang Haase
Wolfgang Haase (2. ledna 1870, Bílsko – 17. dubna 1939, Vídeň) byl právník a činitel evangelické církve v Rakousku.
Jeho otcem byl moravskoslezský superintendent Theodor Haase. V letech 1911–1925 zastával úřad prezidenta evangelické vrchní církevní rady ve Vídni.